# لوكاس كوهلر
لوكاس كوهلر (بالألمانية: Lukas Kohler)‏ (24 مايو 1987 بساربروكن في ألمانيا - ) هو لاعب كرة قدم ألماني في مركز الدفاع. لعب مع نادي ساربروكن ونادي هايدنهايم ونادي إلفرسبيرغ.

## وصلات خارجية
- لوكاس كوهلر على موقع قاعدة بيانات كرة القدم.إي يو (الإنجليزية)
- لوكاس كوهلر على موقع بيانات كرة القدم. دي إي (الألمانية)
- لوكاس كوهلر على موقع عالم كرة القدم.نت (الإنجليزية)